# Frea flavovittata
Frea flavovittata är en skalbaggsart som beskrevs av Stefan von Breuning 1935. Frea flavovittata ingår i släktet Frea och familjen långhorningar. Inga underarter finns listade i Catalogue of Life.